# Tweede Kamerverkiezingen 2021/Kandidatenlijst/BBB
Dit is de kandidatenlijst voor de Tweede Kamerverkiezingen van 2021 van BoerBurgerBeweging (BBB) die op 5 februari 2021 is goedgekeurd door de Kiesraad.

## De lijst
- vet: verkozen
- schuin: voorkeurdrempel overschreden

1. Caroline van der Plas, Deventer - 56.205 voorkeurstemmen
2. Femke Wiersma, Holwerd - 25.588
3. Erik Stegink, Bathmen - 4.497
4. Derk Evert Waalkens, Assen - 2.324
5. Wim Jaspers, Someren - 1.505
6. Elly van Wijk, Snelrewaard - 840
7. Robert Veldhuis, Amersfoort - 533
8. Ad Baltus, Zuidschermer - 1.383
9. Jan Brok, Enter - 962
10. Monique Flipsen-Verhagen, Den Hout - 953
11. Ad Merks, Haastrecht - 291
12. Robin van Lint, Montfoort - 371
13. Dario Prinsen, Haaksbergen - 876
14. Wilbert van Lanen, Bakel - 527
15. Ron van Essen, Slijk-Ewijk - 411
16. Kees Hanse, Zierikzee - 1.019
17. Arno Vael, Zaamslag - 592
18. Janet Mensink-Smit, Westerhaar-Vriezeveensewijk - 1.102
19. Han van 't Hof, Sint-Annaland - 192
20. Gert-Jan Minderhoud, Oudelande - 197
21. Jan-Jorch van Dijk, Veenendaal - 246
22. Willem van den Elzen, Stevensbeek - 335
23. Frank Timmermans, Neer - 1.345
24. Gert van Dellen, Lutjegast - 921
25. Henk Vermeer, Harderwijk - 364
26. Wim Groot Koerkamp, Olst - 740

2021 · 2023
VVD · PVV · CDA · D66 · GroenLinks · SP · PvdA · ChristenUnie · Partij voor de Dieren · 50PLUS · SGP · DENK · FVD · BIJ1 · JA21 · Code Oranje · Volt · NIDA · Piratenpartij · LP · JONG · Splinter · BBB · NLBeter · LHK · OPRECHT · JEZUS LEEFT · TROTS · UCF · Lijst 30 · PvdE · DFP · VSN · WZNL · Modern Nederland · De Groenen · PvdR